# La Grande Finale
Pour plus de détails, voir Fiche technique et Distribution.
La Grande Finale (en espagnol, La gran final) est un long métrage réalisé sous la forme de docufiction par Gerardo Olivares et sorti en salles en 2006.

## Synopsis
Comment est-il possible que dans l’un des coins les plus reculés de la steppe mongole, des enfants sachent qui est Ronaldo ? Le film raconte l’aventure de trois héros qui ne se sont jamais vus mais qui ont deux choses en commun : ils vivent dans un endroit perdu de notre planète et ils sont fermement décidés à regarder à la télévision le match de finale de la coupe du monde 2002, au Japon, qui oppose l’Allemagne au Brésil. Les protagonistes de cette comédie « mondialisée » sont : une famille de Mongols nomades, les Touaregs d’une caravane de dromadaires au Sahara, et une tribu d’indiens de l’Amazonie. Ils vivent tous à environ 500 kilomètres de l’endroit le plus proche équipé d’un téléviseur et ils ne peuvent y arriver qu’au prix d’énormes difficultés. Ces gens sont pourtant pourvus de suffisamment d’imagination et de volonté pour parvenir à leur but.

## Fiche technique
- Réalisation : Gerardo Olivares
- Production : Wanda Films, Greenlight Media AG
- Scénario : Chema Rodríguez
- Image : Gerardo Olivares, Guy Gonçalves
- Musique : Martín Meissonnier
- Son : Carlos de Hita
- Montage : Rori Sainz de Rozas, Raquel Torres
- Interprètes : Zeinolda Igiza, Shag Humar Khan, Abu Aldanish, Kenshleg Alen Khan, Boshai Dalai Khan